# ایران کلباسی
ایران کلباسی (متولد ۱۰ آذر ۱۳۱۸، اصفهان)، زبان‌شناس ایرانی و استاد پژوهشگاه علوم انسانی و مطالعات فرهنگی است.
ایشان تا سال ١٣٩٧ مشغول به تدریس بودند و در دانشکده زبان دانشگاه آزاد تهران مرکز واحد‌های تاریخچه زبان فارسی و زبانشناسی تاریخی تطبیقی تدریس می کردند همچنین تا سال ١٣٩٨ بعنوان استاد راهنما در جلسه دفاع دانشجویان خود شرکت میکردند.

## تحصیلات
- کارشناسی: دانشگاه پهلوی شیراز، رشته زبان و ادبیات فارسی، ۱۳۴۲
- کارشناسی ارشد: دانشگاه تهران، رشته زبان‌شناسی همگانی، ۱۳۴۶
- دکترا: دانشگاه تهران، رشته زبان‌شناسی همگانی، ۱۳۵۱

## آثار
- زبان فارسی و زبانهای محلی، دانشکده مکاتبه‌ای (پیام نور)، ۱۳۵۵
- گویش کردی مهاباد، پژوهشگاه علوم انسانی و مطالعات فرهنگی، چاپ اول ۱۳۶۲، چاپ دوم ۱۳۸۵
- فارسی اصفهانی، پژوهشگاه علوم انسانی و مطالعات فرهنگی، ۱۳۷۰
- ساخت اشتقاقی واژه در فارسی امروز، پژوهشگاه علوم انسانی و مطالعات فرهنگی، چاپ اول ۱۳۷۱، چاپ دوم ۱۳۸۰، چاپ سوم ۱۳۸۷
- گویش کلیمیان اصفهان، پژوهشگاه علوم انسانی و مطالعات فرهنگی، چاپ اول ۱۳۷۳، چاپ دوم ۱۳۸۷
- فارسی ایران و تاجیکستان، دفتر مطالعات سیاسی وزارت امور خارجه، چاپ اول، ۱۳۷۴، چاپ دوم ۱۳۸۸
- گویش کلاردشت (رودبارک)، پژوهشگاه علوم انسانی و مطالعات فرهنگی، ۱۳۷۶
- وندهای اشتقاقی فعلی در لهجه‌ها و گویش‌های ایرانی و کاربرد آن‌ها در واژه سازی، فرهنگستان زبان و ادب فارسی، ۱۳۸۶
- فرهنگ توصیفی گونه‌های زبانی ایران، پژوهشگاه علوم انسانی و مطالعات فرهنگی، ۱۳۸۸
  - این کتاب برگزیده بیست و هشتمین جایزه کتاب سال شده‌است.
- دائرةالمعارف گویشهای ایرانی، پژوهشگاه علوم انسانی و مطالعات فرهنگی (در دست تهیه)